# پلک‌لی
پلک‌لی (به لاتین: Pələkli) یک منطقه مسکونی در جمهوری آذربایجان است که در شهرستان تووز واقع شده است. پلک‌لی ۳۱۸ نفر جمعیت دارد.